# 博士（水産学）
博士（水産学）（はくし すいさんがく）は、博士の学位であり、水産学（海洋、商船など）に関する専攻分野を修めることによって、日本で授与されるものである。
1991年以前の日本では、水産学博士（すいさんがくはくし）という博士の学位が授与されており、水産学博士は、現在の「博士（水産学）」とほぼ同じものである。水産学博士は、1956年に学位規則で定められた17種類の博士のうちの1つである。
英語においては、各国による学位制度に違いがあるものの、Doctor of Philosophy (Ph.D.) の一部と Doctor of Fisheries が、水産学博士に相当する。